# Wilhelm Heinrich (Jurist)
Wilhelm Heinrich (* 15. Februar 1882 in Friesack; † 23. Juni 1970) war ein deutscher Jurist und Fünktionär der Blockpartei Christlich-Demokratische Union Deutschlands (DDR).

## Leben
Der promovierte Jurist Wilhelm Heinrich arbeitete ab 1908 als Jurist und Notar. Ab 1908 gehörte er der Freisinnigen Vereinigung, dann von 1910 bis 1918 der Fortschrittlichen Volkspartei an. Ab 1918 gehörte er deren Nachfolgeorganisation DDP/DStP an. Wilhelm Heinrich ließ sich 1923 in Stettin nieder, wo er bis 1945 als Zivilrichter tätig war. Von 1929 bis 1933 gehörte er dem Provinziallandtag der Provinz Pommern an. Nach dem Zweiten Weltkrieg trat er 1945 in die Christlich-Demokratische Union Deutschlands (DDR) ein. Im Juli 1945 wurde er Kurator der Universität Rostock und der Ernst-Moritz-Arndt-Universität Greifswald. Im selben Jahr wurde er zum Richter am Zivilsenat des Oberlandesgerichts Schwerin ernannt. Von Ende 1945 bis Ende 1949 war er als Nachfolger von Erich Schlesinger Leiter der Landesjustizverwaltung vom Land Mecklenburg. Von Mai 1947 bis Juli 1950 gehörte er dem Landesvorstand der CDU an. Von 1949 bis 1964 war er Oberrichter und Vorsitzender des 1. Zivilsenats am Obersten Gericht der DDR. Seit 1954 war er Mitglied des Hauptvorstandes der CDU. 1955 erhielt er den Vaterländischen Verdienstorden in Silber.